# Attentati di Parigi del 13 novembre 2015
Gli attentati di Parigi del 13 novembre 2015 sono stati una serie di attacchi terroristici di matrice islamista sferrati da un commando armato collegato all'autoproclamato Stato Islamico, comunemente noto come ISIS, che li ha successivamente rivendicati; gli attacchi armati si sono concentrati nel I, X e XI arrondissement e allo Stade de France, a Saint-Denis, nella regione dell'Île-de-France.
Gli attentati sono stati compiuti da almeno dieci persone fra uomini e donne, responsabili di tre esplosioni nei pressi dello stadio e di sei sparatorie in diversi luoghi pubblici della capitale francese, tra cui la più sanguinosa è avvenuta presso il teatro Bataclan, dove sono rimaste uccise 90 persone. Le vittime sono in totale 130, a cui si aggiungono 413 feriti, di cui 99 gravi. Si è trattato della più cruenta aggressione in territorio francese dalla seconda guerra mondiale e del secondo più grave atto terroristico nei confini dell'Unione europea dopo gli attentati dell'11 marzo 2004 a Madrid.
Mentre gli attacchi erano ancora in corso, in un discorso televisivo il presidente francese François Hollande ha dichiarato lo stato di emergenza in tutta la Francia e annunciato la chiusura temporanea delle frontiere.

## Contesto storico
Dall'inizio del 2015, la Francia fu vittima di numerosi attentati terroristici di matrice islamica, compiuti da affiliati o sostenitori di Al-Qaida e dello Stato Islamico.
Tra il 7 e il 9 gennaio, a Parigi erano stati attaccati gli uffici del giornale satirico Charlie Hebdo e il supermercato kosher Hyper Cacher, a Porte de Vincennes. Negli assalti, compiuti dai fratelli Kouachi e da Amedy Coulibaly, appartenenti rispettivamente ad Al-Qāʿida e all'ISIS, erano rimaste uccise diciassette persone.. L'attentato diede il via a una lunga escalation di altri attacchi di minore gravità in tutto il territorio francese: il 3 febbraio tre militari furono accoltellati a Nizza da Moussa Coulibaly, cittadino francese di origine africana; il 19 aprile una donna, Aurélie Châtelain, fu assassinata dallo studente algerino Sid Ahmed Ahlam, che aveva pianificato alcuni attacchi a due chiese di Villejuif, a Parigi, e alla Basilica del Sacro Cuore.
Il 26 giugno, a Saint-Quentin-Fallavier, nel sud-ovest del Paese, il trentacinquenne di origini marocchine Yasmin Salhi uccise e decapitò il proprio datore di lavoro per poi fotografarsi con la testa mozzata della vittima ed inviare la fotografia a un numero canadese tramite WhatsApp; in seguito tentò di distruggere una fabbrica di gas con un furgone imbottito di bombole esplosive. Il 13 luglio quattro giovani di età compresa tra i 16 e i 23 anni, tra cui un ex-militare, avevano presumibilmente progettato un attacco contro l'installazione militare di Fort Béar di Port-Vendres, nei Pirenei Orientali, con l'intenzione di filmare la decapitazione di un ufficiale. Il 21 agosto, su un treno ad alta velocità Thalys proveniente da Amsterdam e diretto a Parigi, tre militari americani in borghese ed un cittadino britannico, tutti in vacanza, scongiurarono un attacco, riuscendo a bloccare e disarmare il terrorista, il ventiseienne marocchino Ayoub El Khazzani, poco prima che aprisse il fuoco con un kalashnikov. Nel tentativo di immobilizzarlo, tre persone rimasero ferite. Il 29 ottobre fu scongiurato un altro attentato contro alcuni soldati della Marina Francese a Tolone, nel dipartimento di Var.
Nel corso del 2015 anche altri paesi furono al centro degli attentati. Tra il 14 e 15 febbraio, a Copenaghen, un giovane armato di fucile aprì il fuoco al Krudttønden Café, dove si stava tenendo una conferenza sulla libertà di espressione, uccidendo una persona e ferendo tre poliziotti, senza però colpire il disegnatore Lars Vilks, principale obiettivo dell'attentatore. La sera del 14 febbraio lo stesso giovane si portò nei pressi della sinagoga locale, dove ferì gravemente un cittadino ebreo, che morì nelle ore successive. Il terrorista venne in seguito ucciso dalla polizia danese. Il 18 marzo, due terroristi fecero irruzione nel museo nazionale del Bardo, in Tunisia, sparando sui turisti all'interno e all'esterno del museo, uccidendo ventidue persone e ferendone quarantacinque. Entrambi furono uccisi dalle teste di cuoio della polizia tunisina. Il 26 giugno due terroristi, tra cui il ventitreenne studente di ingegneria elettronica Seifeddine Rezgui Yacoubi, uccisero trentotto persone nel complesso turistico di Port El Kantaoui nei pressi di Susa, in Tunisia. Durante la sparatoria, Yacoubi venne ucciso dalla polizia. A settembre, inoltre, il primo ministro britannico David Cameron aveva annunciato la scongiura di un attacco alla regina Elisabetta II da parte dell'ISIS.

## Cronologia degli eventi

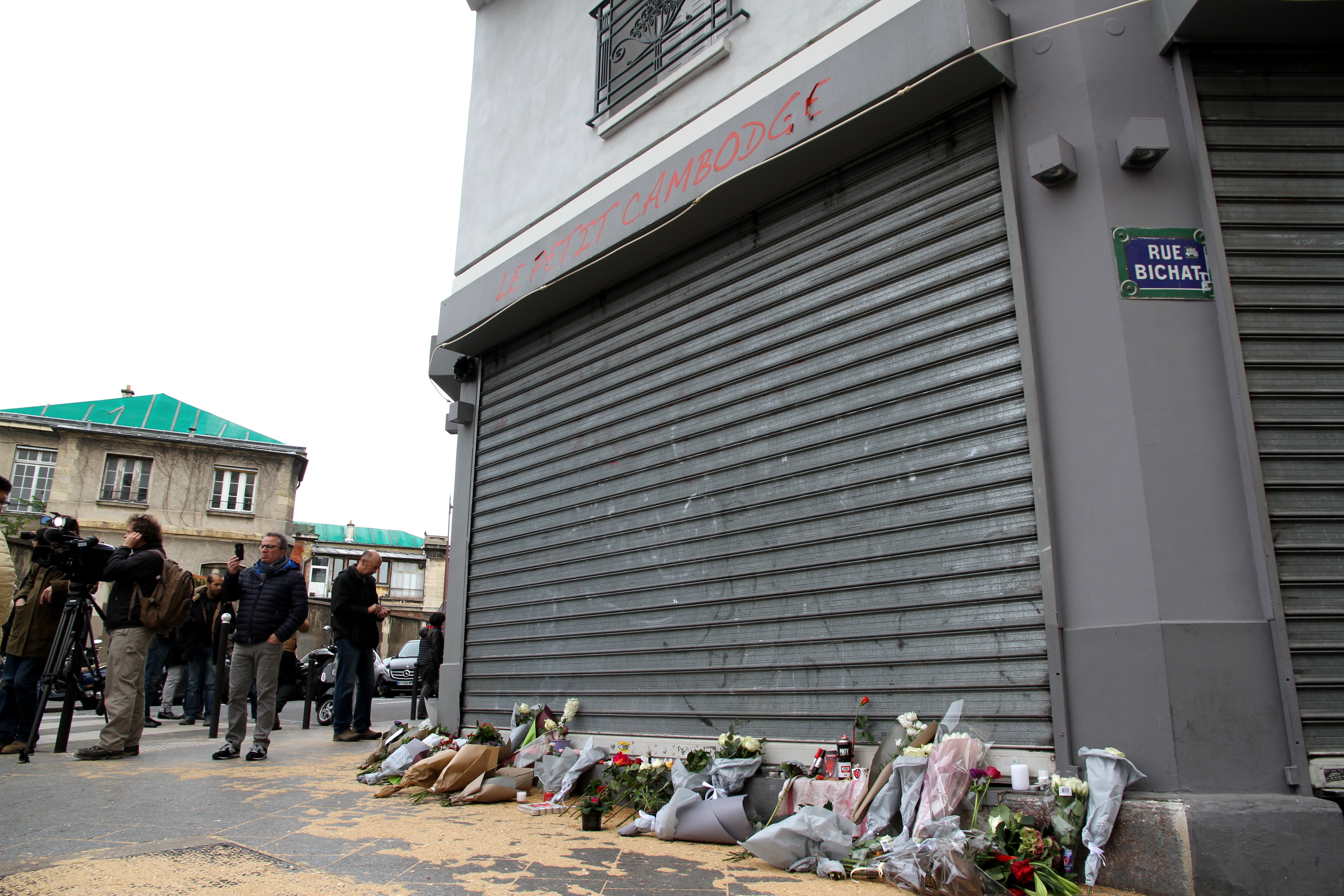
Fiori lasciati davanti all'ingresso del ristorante Le Petit Cambodge

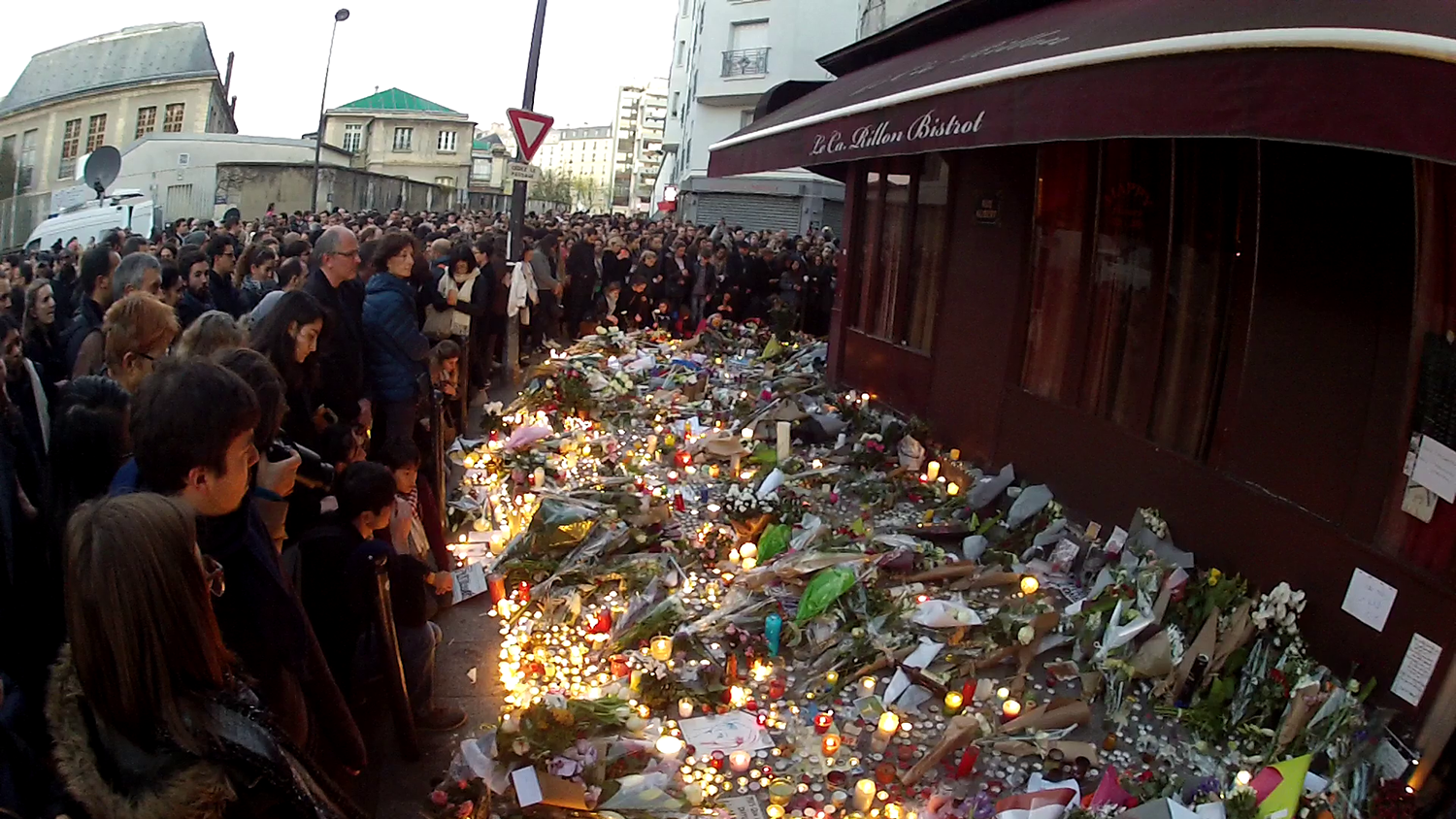
Raduno spontaneo di cittadini davanti al ristorante Le Carillon

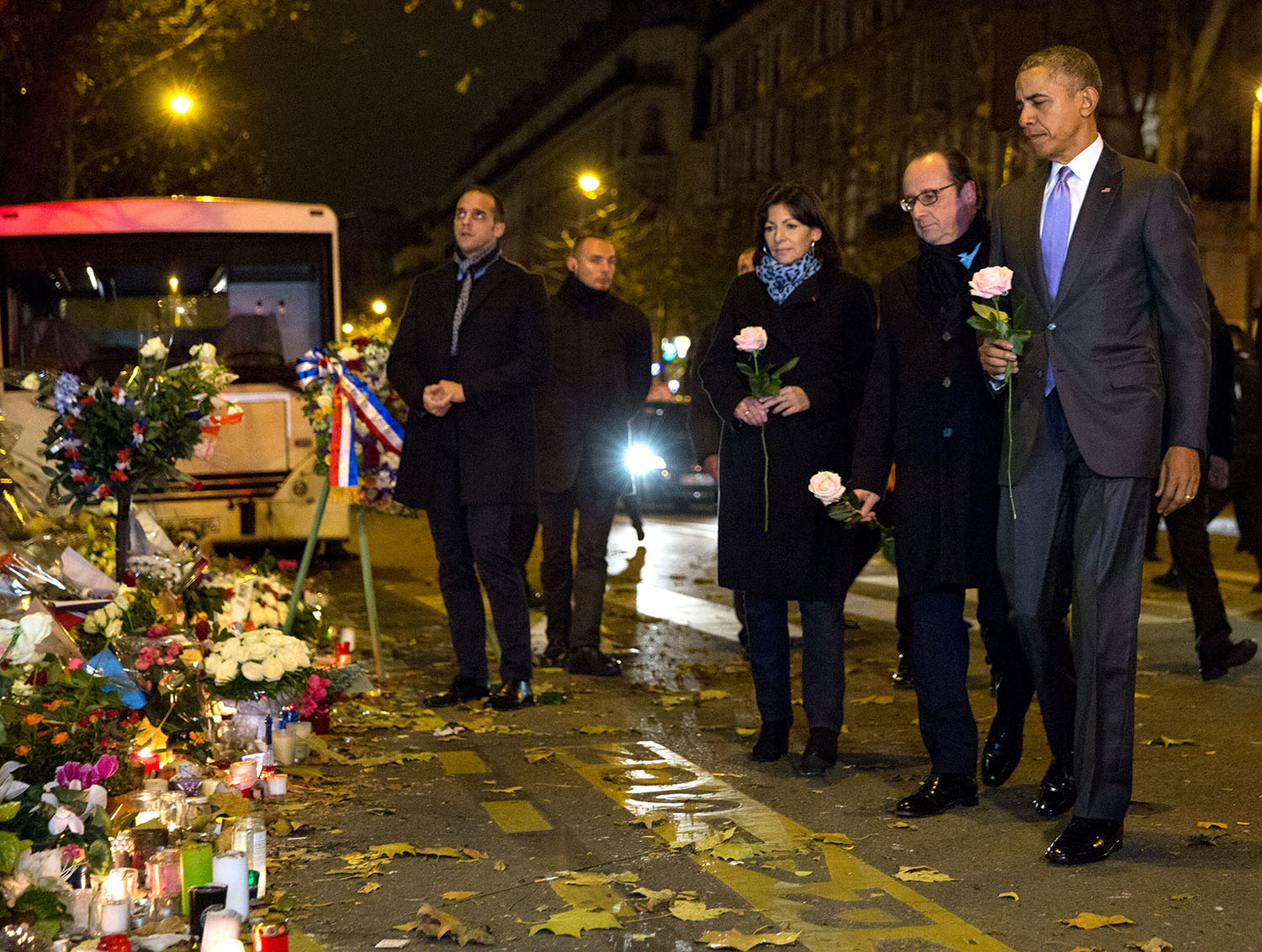
Da sinistra: la sindaca di Parigi Anne Hidalgo, il presidente della Repubblica François Hollande e il presidente degli Stati Uniti Barack Obama si radunano davanti al Bataclan per rendere omaggio alle vittime il 29 novembre 2015

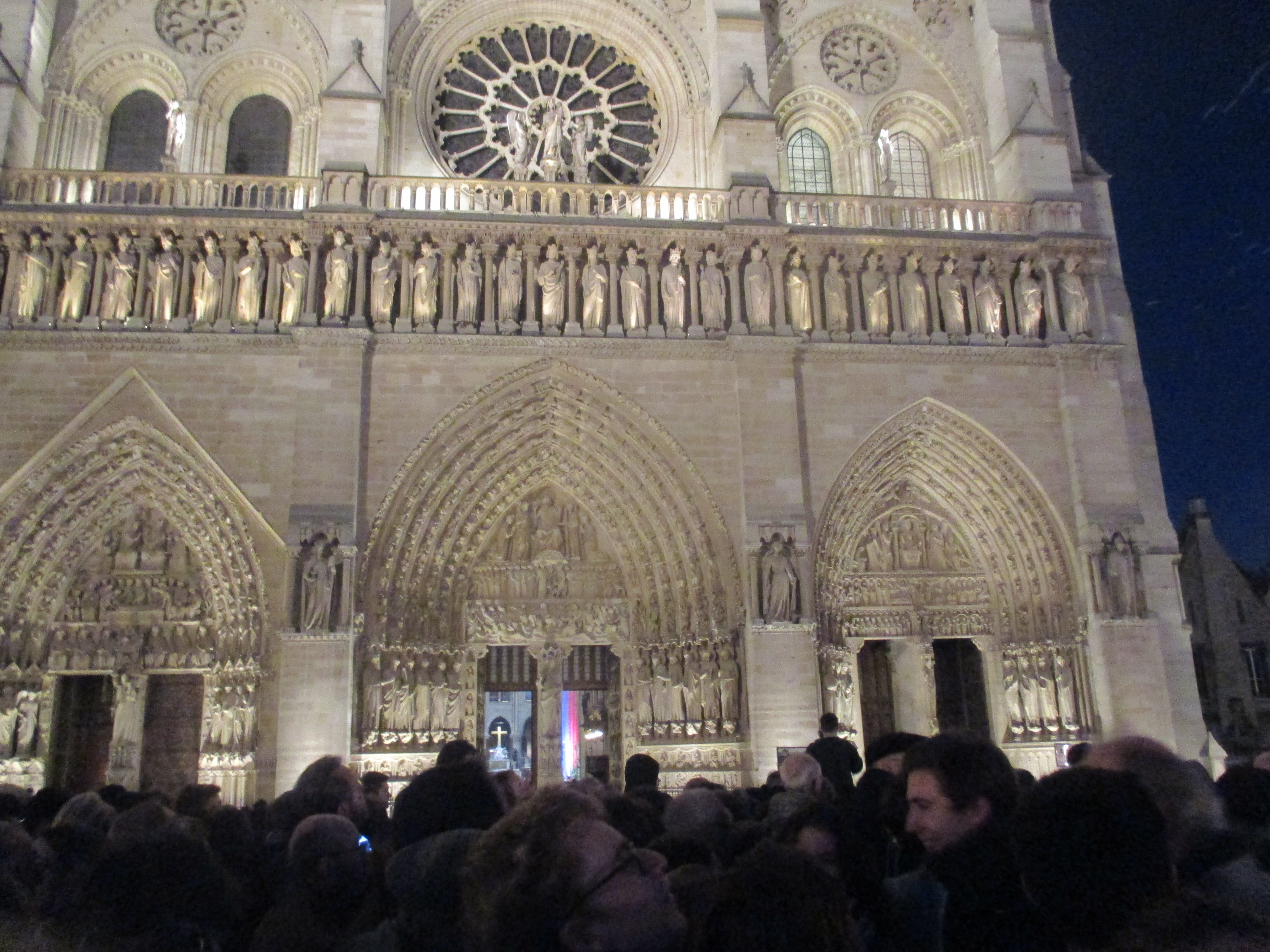
Messa da Requiem alla cattedrale di Notre-Dame, alla presenza delle autorità statali e con la folla al di fuori, il 15 novembre 2015

## Cronologia degli eventi[10]
1 Saint-Denis (Stade de France)
2 Incrocio tra Rue Alibert (Le Carillon) e Rue Bichat (Le Petit Cambodge)
3 Rue de la Fontaine au Roi (Café Bonne Bière e Casa Nostra)
4 Boulevard Voltaire (Teatro Bataclan)
5 Rue de Charonne (La Belle Équipe)
6 Boulevard Voltaire (Comptoir Voltaire)

### 13 novembre
- 21:20: prima esplosione davanti al ristorante Events nei pressi dell'ingresso D dello Stade de France, venti minuti dopo l'inizio della partita amichevole fra le nazionali di calcio di Francia e Germania; nello stadio vi sono 80.000 spettatori, tra i quali il presidente della Repubblica francese François Hollande, il presidente dell'Assemblea Nazionale Claude Bartolone e il ministro degli affari esteri tedesco Frank-Walter Steinmeier. Per non aggravare la tensione, la partita prosegue; l'esplosione causa un morto, Manuel Dias, oltre all'attentatore, identificato col nome di battaglia di Ukashah Al-Iraqi;
- 21:25: prima sparatoria nei pressi dei due ristoranti Le Carillon, in Rue Alibert e Le Petit Cambodge, in Rue Bichat. Quattro terroristi (Abdelhamid Abaaoud, Chakib Akrouh, Brahim Abdeslam e probabilmente suo fratello minore Salah Abdeslam), a bordo di una SEAT León nera, sparano con i loro AK-47 esplodendo circa 100 proiettili, inneggiando alla Siria e all'Iraq e urlando in lingua araba: "Allahu Akbar!"[7]; provocano 13 morti e 10 feriti gravi;
- 21:30: seconda esplosione davanti a un fast food Quick nei pressi dell'ingresso H dello Stade de France (nessun morto a parte l'attentatore, identificato col nome di battaglia di Ali al-Iraqi);
- 21:32: seconda sparatoria nei pressi del Café Bonne Bière e della pizzeria Casa Nostra, in Rue de la Fontaine au Roi. Durante l'assalto alla pizzeria uno degli attentatori, probabilmente Salah Abdeslam, punta il proprio fucile d'assalto contro la studentessa Barbara Serpentini e la sua amica Sophia Bejali per ucciderle a bruciapelo, ma l'arma - forse perché ha finito i proiettili o perché si inceppa - non fa fuoco,[11] così le due donne fuggono e l'attentatore si allontana dal luogo della sparatoria a bordo della SEAT León nera. Questa sparatoria provoca 5 morti e 8 feriti;
- 21:36: terza sparatoria davanti al ristorante La Belle Équipe, in rue de Charonne, nell'XI arrondissement (21 morti e 9 feriti);

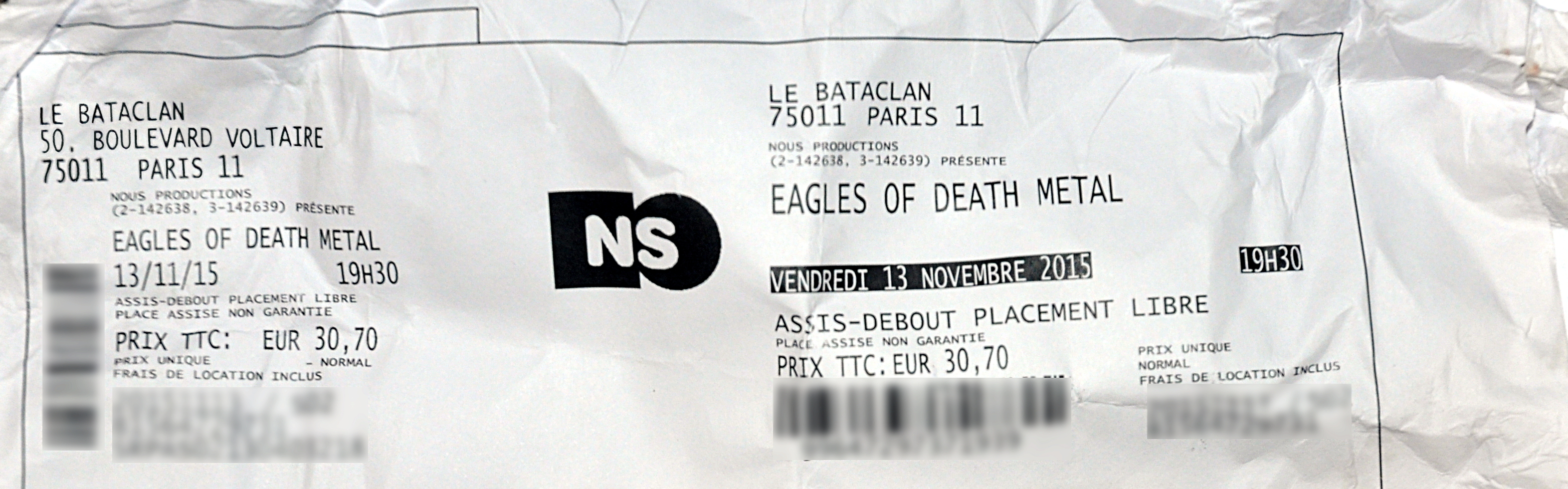
Particolare di un biglietto di ingresso del Bataclan per il concerto degli Eagles of Death Metal del 13 novembre 2015

- Dalle 21:40 alle 21:48: durante un concerto del gruppo rock statunitense Eagles of Death Metal, iniziato alle 20:45 e con circa 1.500 spettatori, tre terroristi vestiti di nero (Ismaël Omar Mostefaï, Samy Amimour e Foued Mohamed-Aggad), equipaggiati di zaini porta-caricatori, AK-47, di un fucile a pompa, alcune bombe a mano e cinture esplosive, parcheggiano la loro Volkswagen Polo nera accanto al teatro Bataclan, in Boulevard Voltaire; due minuti dopo uno dei tre manda un SMS a Mohamed Belkaid, il coordinatore principale degli attacchi rifugiato in Belgio, in cui si legge: "Siamo partiti, cominciamo". La linea telefonica viene subito dopo disattivata e gli assalitori gettano il telefono cellulare in un cestino della spazzatura. Dopodiché, i terroristi irrompono nel teatro sparando contro la folla, urlando "Allahu Akbar!" e inneggiando alla Siria e all'Iraq. La prima raffica, sparata mentre la band suona il brano Kiss the Devil, provoca una decina di vittime (tra cui un addetto alla sicurezza e tre giovani, oltre all'addetto al merchandising del gruppo Nick Alexander) davanti all'ingresso, ma viene in un primo istante scambiata per suoni provenienti dagli amplificatori o per effetti pirotecnici. La seconda mette in fuga il frontman Jesse Hughes, il chitarrista Eden Galindo, il bassista Matt McJunkins e il batterista Julian Dorio (che si era riparato dietro le strumentazioni), mentre il chitarrista Dave Catching continua ancora per qualche istante a tenere il centro del palco. Subito dopo i tre terroristi sparano altre raffiche sugli spettatori nel giro di 20 secondi. I presenti, terrorizzati dalle esplosioni delle granate, tentano, con l'aiuto dei buttafuori, di evacuare il locale attraverso porte di sicurezza e finestre laterali, mentre il resto dei membri della band riesce a sopravvivere all'irruzione degli attentatori scappando da un'uscita dietro le quinte, per poi rifugiarsi in una stazione di polizia. Altre 50 persone scappano sul tetto, altre ancora si rifugiano nei bagni pubblici e nei camerini. Daniel Psenny, un giornalista di Le Monde che abita al lato del Bataclan nel vicolo Saint-Pierre Amelot, si affaccia alla finestra del suo appartamento e riprende in video gli spettatori che fuggono attraverso le uscite di sicurezza del Bataclan. Psenny scende quindi in strada e soccorre un trentaseienne statunitense di nome Matthew rimasto ferito al polpaccio sinistro, mentre il giornalista viene colpito lievemente da un proiettile vagante al braccio sinistro da uno dei terroristi. Gli attentatori, tenendo sequestrate le persone presenti, iniziano a uccidere numerosi ostaggi, intenti a fingersi morti riversi per terra;
- 21:43: terza esplosione: un terrorista, identificato come Brahim Abdeslam (fratello maggiore di Salah), esce dalla SEAT León nera e si fa esplodere nella caffetteria Comptoir Voltaire nei pressi del teatro Bataclan, in Boulevard Voltaire[12] (nessun morto oltre all'attentatore, 15 feriti);
- 21:53: quarta esplosione presso un McDonald's situato a circa 400 metri dallo Stade de France (nessun morto oltre all'attentatore Bilal Hadfi, 11 feriti gravi);
- 22:00: allertato per gli attacchi, un sovrintendente capo della B.A.C. 75 (la Brigata Anticrimine della Direzione Centrale di Pubblica Sicurezza i cui agenti operano in borghese in contesti urbani ad alto rischio) armato solamente di una pistola SP 2022 e scortato da un suo collega brigadiere, irrompe per primo al piano terra del Bataclan e scopre diversi cadaveri stesi sul pavimento della sala. Sette minuti dopo, scavalcando i corpi, si ritrova faccia a faccia con uno dei terroristi posizionato a sinistra del palco, identificato come Amimour, che tiene sotto tiro uno degli ostaggi. Amimour apre il fuoco, ma l'ufficiale e il sottufficiale si riparano dietro a un pilastro e uccidono rapidamente l'attentatore sparando sei colpi; il giubbotto esplosivo che indossa è fatto detonare. Lo scoppio dilania il corpo di Amimour, eccetto una sua gamba e la testa, poi ritrovate sul palco. Lo spettatore sopravvissuto fugge immediatamente dal teatro mentre Aggad e Mostefaï rispondono al fuoco contro i due agenti dal bordo della platea, ma questi ultimi, rimasti illesi, chiedono via ricetrasmittente rinforzi. Contemporaneamente, viene organizzata un'unità di crisi con il presidente Hollande, il Primo Ministro Manuel Valls e il ministro dell'interno Bernard Cazeneuve, mentre le forze dell'ordine impostano il coprifuoco in tutta la città, invitando i cittadini a non uscire di casa;
- 22:09: giungono all'esterno del Bataclan le prime squadre della Brigade de Recherche et d'Intervention, un corpo speciale della polizia francese, equipaggiate con elmetti dotati di visiera antiproiettile, passamontagna, giubbotti antiproiettile e fucili d'assalto H&K G36C. Un gruppo di 5 poliziotti della B.A.C. 94, appostati vicino al Bataclan all'angolo tra Boulevard Voltaire e il vicolo Saint-Pierre Amelot, viene investito da una raffica di fucile Kalashnikov sparato da uno dei terroristi; i poliziotti riescono però a sfuggire alle pallottole. La sparatoria viene ripresa da Patrick Zachmann, un fotoreporter francese della Magnum Photos, e da un abitante di un appartamento situato nei pressi del Bataclan al Boulevard Richard-Lenoir;
- 22:15: intervengono altri 60 poliziotti della B.R.I.; gli ufficiali tentano di organizzare un'irruzione all'interno del teatro sotto il fuoco dei terroristi per soccorrere i superstiti. Nel frattempo, un totale di 430 pompieri della Brigade de sapeurs-pompiers de Paris, al comando del generale Philippe Boutinaud, viene mobilitato in tutta la città con 21 squadre di paramedici a bordo di 125 camion per prestare i primi soccorsi alle vittime;
- 22:30: il presidente Hollande lascia sotto scorta lo Stade de France, per motivi di sicurezza;
- 22:45: intorno a quest'ora, intervengono sul luogo anche 10 agenti della Recherche, assistance, intervention, dissuasion, un altro corpo speciale della polizia di frontiera comandato dal controllore generale Jean-Michel Fauvergue, che si appostano all'esterno del piano terra del Bataclan allo scopo di proteggere i poliziotti della B.R.I. in caso di necessità;
- 23:00: una trentina di poliziotti della B.R.I., a gruppi di due, raggiunge la platea attraverso due scale posizionate sulla balconata del teatro, mentre gli spettatori sopravvissuti escono dai loro nascondigli lasciando silenziosamente il luogo dell'attentato;
- 23:15: gli agenti, continuando la bonifica del piano superiore, trovano due terroristi e un gruppo di 60-100 ostaggi rifugiati in una stanza situata nell'ala ovest del teatro;
- 23:27: i terroristi, attraverso il telefono di uno degli ostaggi, Sebastien Besatti (uno degli spettatori che ha contribuito a soccorrere una donna incinta rifugiatasi su un davanzale di una finestra del secondo piano del Bataclan), minacciano i poliziotti e il negoziatore Pascal (già noto per aver diretto le trattative con Amedy Coulibaly durante il sequestro del supermercato ebraico Hypercacher del precedente 9 gennaio) di decapitare gli spettatori se il resto degli agenti non abbandonerà il teatro. Nei successivi 50 minuti e nelle altre quattro chiamate, i terroristi rifiutano di negoziare, ma durante questo tempo la polizia può organizzare un'operazione per liberare gli ostaggi;
- 23:37: viene attivato il piano "Rosso Alfa", previsto per portare soccorso in modo coordinato a un numero elevato di vittime in caso di attentati multipli;
- 23:53: il presidente Hollande, abbandonato definitivamente lo Stade de France, appare in diretta TV e dichiara ufficialmente in un discorso lo stato di emergenza in tutto il paese e la temporanea chiusura delle frontiere;
- 23:55: il governo francese si riunisce in un consiglio dei ministri straordinario;

### 14 novembre
- 00:00: intorno a quest'ora i tifosi lasciano lo Stade de France cantando l'inno nazionale francese La Marseillaise in segno di solidarietà;
- Dalle 00:18 alle 00:23: dopo circa un'ora di negoziazioni e il successivo rilascio di cinque ostaggi, il commissario Christophe Molmy, comandante della B.R.I., e il suo vice George Salinas ordinano via radio di iniziare un raid al teatro Bataclan. Nel corso dell'irruzione nel corridoio, Mostefaï e Aggad usano gli ostaggi come scudi umani e aprono il fuoco contro gli agenti armati di scudi balistici, ferendo uno di loro alla mano sinistra mentre il resto dei poliziotti lancia granate flash bang e fumogene. Durante i cinque minuti di combattimento, gli agenti raggiungono la fine del corridoio e un poliziotto armato di G36C spara ferendo a morte Aggad, provocando l'innesco della cintura esplosiva e l'uccisione di lui stesso. Poco dopo, Mostefaï, stordito dall'esplosione, viene ucciso da un agente della seconda colonna mentre stava tentando di afferrare il detonatore per farsi esplodere. Dopodiché i restanti ostaggi sopravvissuti vengono immediatamente allontanati e soccorsi dalle ambulanze;
- 00:58: termina il raid nel locale e i poliziotti della B.R.I. e della R.A.I.D. fanno ritorno nelle loro caserme. Minuti dopo, intervengono nella capitale anche diversi reggimenti dell'esercito francese (che comprendono il 3e Régiment de Parachutistes d'Infanterie de Marine, il 12e Régiment de Cuirassiers, il 40e Régiment d'Artillerie e il 3e Régiment d'Infanterie de Marine), incaricati di pattugliare e mettere in sicurezza le strade. 90 persone in totale hanno perso la vita nel Bataclan;
- 01:00: l'ISIS rivendica ufficialmente, tramite Twitter, gli attacchi alla capitale francese ed esulta, minacciando di colpire anche Washington, Londra e Roma. Contemporaneamente le luci della Torre Eiffel vengono spente, come avviene ogni notte in tale orario, ma sono tenute spente per tutto il giorno seguente in segno di lutto;
- 01:20: Hollande e il premier Valls si recano al Bataclan. Dopodiché tornano al Ministero dell'interno per continuare a seguire gli sviluppi;
- 02:55: la squadra di calcio francese lascia lo Stade de France;
- 08:30: continuano gli sforzi dei paramedici e dei pompieri per rimuovere i corpi dal Bataclan.

## Vittime
| Nazionalità          | Morti | Note                 |
| -------------------- | ----- | -------------------- |
| Francia              | 99    | [ 13 ]               |
| Cile                 | 3     | [ 14 ]               |
| Spagna               | 3     | [ 15 ]               |
| Belgio               | 2     | [ 16 ]               |
| Portogallo           | 2     | [ 17 ]               |
| Algeria              | 2     | [ 18 ]               |
| Messico              | 2     | [ 14 ]               |
| Romania              | 2     | [ 19 ] [ 20 ]        |
| Egitto               | 2     | [ 21 ]               |
| Tunisia              | 2     | [ 22 ]               |
| Francia Burkina Faso | 1     | [ 23 ]               |
| Francia Algeria      | 1     | [ 18 ] [ 24 ] [ 25 ] |
| Francia Russia       | 1     | [ 26 ]               |
| Stati Uniti Messico  | 1     | [ 22 ]               |
| Germania             | 1     | [ 27 ] [ 28 ]        |
| Italia               | 1     | [ 29 ] [ 30 ]        |
| Armenia              | 1     | [ 31 ]               |
| Marocco              | 1     | [ 13 ]               |
| Svezia               | 1     | [ 32 ]               |
| Regno Unito          | 1     | [ 14 ]               |
| Venezuela            | 1     | [ 13 ]               |
| Totale               | 130   | [ 33 ]               |

Negli attacchi sono rimaste uccise 130 persone e ferite tra 352 e 368 (tra cui un poliziotto della B.R.I. ferito da una pallottola vagante alla mano sinistra durante il raid nel Bataclan), di cui 80 portati all'ospedale in gravi condizioni. 90 persone sono morte al teatro Bataclan, 13 al Le Carillon e al Le Petit Cambodge, 5 al Café Bonne Bière e a La Casa Nostra, 21 a La Belle Équipe e 1 allo Stade de France. Le vittime erano di 26 diverse nazionalità. Uno dei feriti è poi deceduto, portando così il numero totale di morti a 130. Alcuni sopravvissuti soffriranno del disturbo post traumatico da stress.
Il critico musicale del periodico Les Inrockuptibles Guillaume B. Decherf, il dirigente della casa discografica Mercury Records France Thomas Ayad, il giovane musicista e compositore Christophe Lellouche e il manager degli Eagles of Death Metal Nick Alexander sono fra le vittime dei terroristi islamici nel Bataclan.

## Sviluppi giudiziari
Le indagini sono coordinate dal procuratore della Repubblica di Parigi François Molins e mirano all'identificazione dei terroristi, alla ricostruzione dei loro percorsi e all'individuazione degli eventuali complici.
Il procuratore ha tenuto una conferenza stampa senza domande nella serata del 14 novembre, in cui ha precisato i primi elementi raccolti, ha fornito una prima ricostruzione ufficiale dell'accaduto e ha aggiornato il numero provvisorio delle vittime. Al momento di questa ricostruzione, erano stati individuati sette terroristi morti; fra questi, uno degli assaltatori del Bataclan era stato identificato formalmente come un cittadino francese di circa 30 anni nato a Courcouronnes (dipartimento dell'Essonne, nella banlieue della capitale francese) e schedato per la sua "radicalizzazione". La vettura usata durante gli attacchi a Bataclan, era stata noleggiata a Bruxelles da un cittadino francese residente in Belgio.

## Reazioni militari o di ordine pubblico successive ai fatti
I fatti di Parigi del 13 novembre hanno innescato una serie di azioni repressive militari o di polizia atte a colpire individui direttamente coinvolti o in qualche modo riconducibili all'organizzazione degli attentati parigini.
- Il 15 novembre l'Aviazione Francese ha condotto un'incursione con 10 caccia contro le postazioni dell'ISIS intorno ad al-Raqqa, distruggendo rispettivamente un centro di comando, una struttura di reclutamento di jihadisti, otto depositi di munizioni e un campo di addestramento.
- All'alba del 18 novembre le forze dell'ordine francesi hanno assaltato, nella banlieue parigina di Saint-Denis, alcuni appartamenti occupati da terroristi che sarebbero stati in procinto di organizzare un nuovo attacco nel distretto di La Défense, vicino a Parigi: cinque individui sono stati arrestati e tre sono morti.[45] Tra i morti anche Abdelhamid Abaaoud, il presunto organizzatore dei fatti di Parigi.
- Durante la mattinata del 19 novembre le forze speciali belghe hanno condotto alcune retate nella cittadina di Molenbeek-Saint-Jean, in Belgio.[46]
- Nel pomeriggio dello stesso giorno un nuovo blitz della polizia ha interessato un quartiere della cittadina di Charleville-Mézières, nelle Ardenne, non distante dal confine con il Belgio.[47]
- Il 15 marzo 2016 viene lanciata una retata della polizia belga nel comune di Forest, a Bruxelles: due sospetti sono fuggiti, mentre un terrorista viene ucciso da un cecchino.
- Il 18 marzo, nel corso di un'operazione da parte della polizia belga nel quartiere di Molenbeek, a Bruxelles, viene ferito e arrestato il terrorista Salah Abdeslam, uno dei presunti coordinatori operativi degli attacchi di Parigi.

## Nella cultura popolare
- Nel 2022 esce il film November - I cinque giorni dopo il Bataclan, diretto da Cédric Jimenez, incentrato sull'inchiesta giudiziaria successiva agli attentati del 13 novembre 2015.
- Emmanuel Carrère pubblica nel 2022 il saggio V13, basato sulla serie di articoli commissionati da L'Obs relativi al processo.